# Sarcomonadea
A Sarcomonadea (a görög σαρκώδης, húsos (amőboid) szóból és a μονάς, egység szóból) kétostorú ostoros amőbák kládja a Cercozoa csoportban. Jellemzői a hátulsó ostoron vagy filopódiumokon való siklás, a pikkelyek vagy külső héj hiánya, az egyértelmű külső membrános vagty fonalas váz nélküli sejtmembrán, a tubuláris cristák, a közel gömbölyű extruszómák és egy maghoz csatlakozó mikrotest – valószínűleg peroxiszóma.

## Történet
Elsőként leírt jelenleg használt kládja a Cercomonadida, melyet Poche írt le 1913-ban, e leíráson Vickerman 1983-ban, Mylnikov 1986-ban, Karpov et al. 2006-ban, Howe et al. 2009-ben, Thomas Cavalier-Smith 2012-ben változtattak. Ennek egyetlen része a Cercomonadidae, melyet Kent 1880-ban írt le, majd ennek meghatározását 2004-ben egészítették ki Mylnikov et al., ennek szinonimája a Cercobodonidae Hollande 1942.
1993-ban írta le a Thomas Cavalier-Smith a Sarcomonadia alosztályt, benne egymással nem közeli rokon Cercozoa-kládokkal (például Thaumatomonadida, Proteomyxidea, Cercomonadida) és Excavata-fajokkal (Jakobida) a később megszűnt Heteromitea osztályban és a korábbi Opalozoa törzsben. Ez alosztály célja az anizokont (két eltérő hosszú ostorú) zoospórájú, héj nélküli és izodiametrikus extruszómájú protozoonok egyesítése. E csoportot 3 főrend alkotta:
1. Jakobidea (Jakobida és Cercomonadida): egy Golgi-diktioszómájú Sarcomonadia-fajok,
2. Thaumatomonadidea (Thaumatomonadida): mitokondriumokkal asszociált vezikulumokban készülő pikkelyű fajok,
3. Proteomyxidea (Pseudosporida és Leucodictyida): mikrofilamentumokból magi hasábbal rendelkező fajok, mely más fajokban nem ismert.[2]

1997-es filogenetikai elemzések alapján a filo- és retikulopódiumokat kialakító amőbák és állati ostorosok – például a Sarcomonadea – rokonok, ezeket a Rhizopoda törzsbe sorolták. Itt a Sarcomonadea osztályként szerepelt a Monadofilosa altörzsben, és ki lett egészítve a Proteomyxidával és a Jakobidával.
Cavalier-Smith 1998-as A revised six-kingdom system of life című tanulmányában a Cercozoát a korábban a Rhizopodába sorolt fajoknak hozta létre. Így megszűnt az amőbák és ostorosok rendszertani dichotómiája, mert azok a Cercozoában filogenetikailag kerevednek.
2003-ban a Sarcomonadeát módosították ismét, így csak két csoportja volt:
1. Metopiida, egyetlen faja a Metopion fluens, mely később más magasabb kládba került,
2. Cercomonadida, a Sarcomonadida elsőként megjelent jelenleg használt csoportja a Cercomonadidae és Heteromitidae kládokkal.[3]

2009-ben a Heteromitidaet felbontották, és a második jelenleg használatos Sarcomonadea-klád, a Glissomonadida részeként rendezték át.
2012-ben a Paracercomonadidae a Sarcomonadeába került a Cercomonadida részeként, majd a harmadik jelenleg használt fő Sarcomonadea-klád lett Paracercomonadidaként. Ugyanekkor létrejött a Ventrifilosa, ennek kládjai a Sarcomonadea, az Imbricatea és a Thecofilosea. Ugyanez évben a Katabia a Sarcomonadea része lett, de a csoportban incertae sedis maradt.
2016-ban írták le a Krakent, melyet eleinte az Imbricateába soroltak, de Cavalier-Smith et al. 2018-as rendszertana szerint egy környezeti Sarcomonadea-klád rokona, és korábban a Paracercomonadidáénak is tekintették, míg a Guttulinopsist korábban a Sarcomonadeába sorolták, és 2016-ban igazolták, hogy a Helkesida tagja. azonban rendszertani helyzete nem ismert. Szintén 2018-ban hozták létre Cavalier-Smith et al. a Paracercomonadát és a Paracercomonadidát.
Adl et al. 2019-es rendszertanában nincs szó a Sarcomonadeáról, csak annak részeiről, a Cercomonadidáról, a Paracercomonadidáról és a Glissomonadidáról.

## Morfológia
Legtöbb faja mitokondriumokkal rendelkezik, azonban a Brevimastigomonas motovehiculus mitokondriumai elkezdtek redukálódni, és a hidrogenoszómákra jellemző reakcióutakkal is rendelkeznek.

### Cercomonadida
A Cercomonadida általában hosszú hátulsó ostoron sikló egysejtűekből áll, melyek ventrális felszíne tapad a felszínhez. A régebbi hátulsó és újabb elülső centriólum általában tompaszöget zár be – csak az A1a2 kládban ismertek merőleges centriólumú fajok –, és rostok rögzítik. A disztális centriólum enyhén harántcsíkolt, és mindkettő az elöl vékonyodó maghoz kapcsolódik. Az elülső centriólum előre és kissé lefelé vagy balra fut, míg a hátulsó hátrafelé és lefelé vagy balra. Elülső ostora aszimmetrikusan ver balra, a hátulsó általában nem mozog a sima előresikláskor. A Cavernomonas kivételével minden nemzetség rendelkezik orsótesttel sikláskor. Hétféle álláb ismert e kládban: lamellipódium, filopódium, lebenyes, ujjszerű álláb, retikulopódium és – a Filomonas radiata esetén – axopódium. Egyetlen hátulsó centriólumgyökere a ventrális hátulsó 1-es. Mikrotubulus-szervező központja egy 1 vagy 2 centriólummal összefüggő szingulett mikrotubulusokból álló kis kúppal rendelkezik, rajta az egymáshoz közeli ventrális hátulsó 1-es és 2-es gyökerek valamelyike áthalad. Középső és ventrális rostgyökerei centroszómaszerűek, és a hátulsó centriólumhoz csatlakoznak.
Legtöbb fajában vannak kontraktilis vakuólumok.

### Paracercomonadida
A Paracercomonadida fajai általában a Cercomonadida fajainál kisebbek (3–18 μm). 3 állábtípusa ismert: ujjszerű állábai mellett, hosszú vastag, általában elágazó filopódiumokat és ritkán lamellipódiumokat képez. Szemben a Cercomonadidával, ahol csak a ventrális hátulsó 1-es gyökér kapcsolódik a hátulsó centriólumhoz, a Paracercomonadidában a 2-es gyökér is ide kapcsolódik.
A Brevimastigomonas egyes fajai éppen hidrogenoszómákká alakuló vagy hidrogenoszómaként is működni képes mitokondriumokkal rendelkeznek.

### Glissomonadida
A Glissomonadida sejtfal nélküli kétostorú, kevéssé amőboid heterotróf egysejtűekből áll, melyek hosszú hátulsó ostorukon siklanak a Proleptomonas kivételével, melynek elülső ostora hosszabb, a hátulsó a sejthez rögzül, azt nem használja siklásra. Általában hátul lekerekített, a teljes sejttest tojás vagy ellipszoid alakú.

## Életmód
Állábait csak táplálkozásra használja. Legtöbb faja aerob, azonban a Brevimastigomonas motovehiculus és a Brevimastigomonas anaerobica képes anaerob életmódra is.

## Életciklus
A Cercomonadida és a Glissomonadida legtöbb faja cisztát képezhet, régebbi Cercomonadida-kultúrákban lehetnek sokmagvú és -ostorú plazmódiumok is. Nem ismert, hogy ivarosan szaporodnak-e fajai.

## Rendszertan
A Sarcomonadea legközelebbi rokonai az Imbricatea és a Thecofilosea. Ezek együtt alkotják a Ventrifilosát a Cercozoában. A jelenlegi csoportosítás 3 kládba sorolja: Paracercomonadida (Paracercomonada), Cercomonadida és Glissomonadida (Pediglissa).
- Sarcomonadea Cavalier-Smith, 1993 stat. nov. 1995 emend. 2018
- Paracercomonada Cavalier-Smith, 2018
  - Paracercomonadida Cavalier-Smith, 2018
    - Paracercomonadidae Cavalier-Smith, 2012
- Pediglissa Cavalier-Smith, 2018
  - Cercomonadida Poche, 1913 emend. Cavalier-Smith 2004
    - Cavernomonadidae Cavalier-Smith, 2012
    - Cercomonadidae Saville Kent 1880-1881 emend. Cavalier-Smith 2004

  - Glissomonadida Howe et al., 2009
    - Allapsina Cavalier-Smith, 2018
      - Allapsidae Howe et al., 2009

    - Sandonina Cavalier-Smith, 2018
      - Bodomorphidae Hollande, 1952
      - Sandonidae Howe et al., 2009
      - Proleptomonadidae Howe et al. 2009

    - Pansomonadina Vickerman, 2005 stat. nov. Cavalier-Smith, 2018
      - Viridiraptoridae Hess et Melkonian, 2013
      - Agitatidae Cavalier-Smith et Bass, 2009
      - Acinetactidae Stokes, 1886
      - Aurigamonadidae Cavalier-Smith, 2011
- Sarcomonadea incertae sedis
  - Katabiidae Cavalier-Smith, 2012

## Genetika
Már 1997-ben leírták egyes Sarcomonadea-fajok rRNS-szekvenciáit Thomas Cavalier-Smith és Ema Chao.

### Mitokondriális DNS
A Paracercomonas marina mtDNS-e 35 796 bp hosszú, és rendelkezik 5S rRNS-sel.

#### Anaerob életmódhoz való alkalmazkodás
A Brevimastigomonas motovehiculus mtDNS-e 30 608 bp hosszú, rendelkezik az I., III., IV. és V. komplexek génjeivel, azonban a III. és IV. komplexek génjei gyakran mutálódnak. ATP-szintáza α-, β- és γ-alegységekből áll, ezek közül az α-alegység 4 magban kódolt fehérjét tartalmaz (Atpα1, Atpα2, Atpα3 és Atpα123), melyek közül utóbbi részei a hagyományos α-alegység 1., 2. és 3. alegységekkel átfednek, de jelentősen elkülönül. Gawryluk et al. 2016-ban így feltételezték, hogy az Atpα123 az ATP-szintáz α-alegységének erősen egyszerűsödött változata, mely az Atpα2-höz hasonlóan rendelkezik a nukleotidkötéshez szükséges A- és B-típusú Walker-motívumokkal. Az α-alegység két génre bomlása a Paracercomonadida apomorf jellemzője lehet, mivel a többi Cercozoa-fajban nem alakult ki, és a Paracercomonas marina és a Brevimastigomonas is ilyen génekkel rendelkeznek.
Bár a B. motovehiculus ATP-szintáza β-alegysége közel 3-szor akkora, mint más mitokondriumokban előforduló β-alegységek, kevésbé tér el tőlük, mint az α-alegység.
A fordított citromsavciklus egyes fehérjéi, például a rodokinon ubikinonból való bioszintéziséhez szükséges RquA metiltranszferáz is megtalálhatók a Brevimastigomonas motovehiculusban.

## Fordítás
Ez a szócikk részben vagy egészben  a   Sarcomonadea című angol Wikipédia-szócikk ezen változatának fordításán alapul.  Az eredeti cikk szerkesztőit annak laptörténete sorolja fel. Ez a jelzés csupán a megfogalmazás eredetét és a szerzői jogokat jelzi, nem szolgál a cikkben szereplő információk forrásmegjelöléseként.